# Озирис
Озирис или още Узирис е гръцкото име на божеството Озар от древноегипетската митология. Наричан е също и Унуфри (доброто същество).

## Перка
| Q1 · D4 | A40 |

| Q1 · D4 | A40 |

Йероглифното тълкуване на името му още не е напълно изяснено. Наложило се е разбирането, че то се произнася „асер“ със същото гърлено „а“, което е характерно за съвременните арабски и иврит. Той е бог на мъртвите и владетел в царството на мъртвите.
В продължение на векове личността на Озирис е обогатявана, докато той се превърнал в сложно, но все пак логично в развитието си божество, особено близко до народи, изживяващи религия на спасението, основана на един човеко-бог, изтърпял „страданията“ измежду другите хора. Озирис се появява в Бузирис, където идва на мястото на един примитивен бог-пастир и закрилник на мъртвите – Анджати, чийто атрибути (Хека (кръстът) и нехех) приема. В този образ някои виждат една историческа личност, която по време на додинастическия период е обединила клановете в Делтата и по-късно – в цял Египет. Оттогава тези атрибути стават и атрибути на фараона. Озирис е представян увит в погребално платно, държащ символите на царската власт – Джед, символ на стабилността. Най-старата версия за дейността му се открива в „Текстове на пирамидите“. По това време той е част от хелиополската енеада и е изобразен като син на Геб и на Нут, заедно с Изида, Сет и Нефтида. От този текст се разбира, че с помощта на Тот, Сет, сигурно с цел да узурпира властта, убива Озирис, който е наследил баща си Геб. Изида и Нефтида издирват трупа му с оплакване и когато го намират, боговете му възвръщат живота.

## Легенда
Някои моменти от легендата се появяват в по-късна епоха, като например балсамирането му от Анубис, отразено в един от „Текстове на саркофазите“ (Средно царство). Тъй като „Текстове от пирамидите“ нямат претенцията да предават легендата в нейната цялост, а само загатват за нея по различни поводи, някои елементи, срещани само в предадения от Плутарх мит (в неговия трактат „За Изида и Озирис“), може би водят началото си от много по-късна епоха. В този текст Геб и Нут имат четири деца, към които се прибавя и Хароерис (по-големият Хор) – тези деца се раждат последователно през петте допълнителни дни (виж календар). Озирис наследява баща им Геб и царува заедно със своята сестра и съпруга – Изида. Той носи на хората познания по земеделие, как да правят вино (което по-късно започва да представя годишния разлив на Нил) и за начина на практикуване на религията. Това благотворно царуване кара Сет да ревнува и заедно със седемдесет и двама съзаклятници, по време на някакъв пир, той затваря Озирис и го хвърля в Нил. Тогава Изида тръгва да търси ковчега, който вълните отнасят чак до финикийските брегове на Библос, където върху сандъка с тялото расте дървовидна папрат и царят на Библос заповядва да му издялат стълб от това красиво дърво. Изида, която стига до Библос, го убеждава да ѝ даде стълба и ковчега, който пренася в мочурищата на Хемнис, недалеч от Буто, където ражда Хор. Когато Сет научава за тази случка, той се възползва от отсъствието на Изида, присвоява си сандъка и разкъсва тялото на Озирис на четиринадесет парчета, които пръска по цял Египет. Изида издирва късовете, погребва ги на място и там се издигат светилища на Озирис, вследствие на което множество египетски градове добиват правото да се похвалят, че в тях се намира гробът на божеството. Озирис остава в света на мъртвите и става негов властелин. Според друга версия Тот, Анубис, Изида и Нефтида събират парчетата, мумифицират ги и обезсмъртяват сътвореното от тях тяло. Така Озирис става първата мумия, Унен-Нефер (вечно красивият). Установено е мястото, където бил удавен Озирис – името му е Недит и е разположено на брега на реката, близо до Абидос. В храма на Озирис в Абидос е била запазена главата му, а значимостта на тази част от тленните останки стават причина за поклонническите шествия до това свято място. Колкото до главата на Озирис и действителния ѝ произход, за нея има само хипотези. Вероятно не е ставало въпрос за мумифицирана човешка глава, а за някакъв символ. Според преданието главата била запазена в някаква стомна от печена глина. Понякога обаче самата стомна се възприемала и почитала като глава на Озирис и съдържала само подобие на символа. Това обяснява ироничната забележка на Лукиан – гръко-сириец от 2 век, според когото в някои села на Египет „едните почитат дясното рамо като божество, а другите, които са отсреща, почитат лявото. Едните се прекланят пред половин глава, а другите – пред глинено гърне или чиния.“
И ето – създадена е легенда. Озирис е обожествен след смъртта фараон. Схващането за божествения произход на царуването е старо колкото самата институция, но тук се намесва и един друг основополагащ фактор – този цар се е отличавал с благост и насилствената му смърт, която създава някакъв контраст, се превръща в отправна точка на легендата. Гардиние подчертава тази обвързаност на Озирис с египетската монархия. В действителност божеството се представя като цар на цял Египет, въпреки че носи само бялата корона на Юга. То винаги се представя като мъртъв цар, превърнал се в Озирис, докато неговият наследник е въплъщение на Хор, син на Озирис. Още в „Текстове на пирамидите“ умрелият фараон вече се отъждествява с Хор: „Ти (обръщение към душата на Пиопи) се носиш по реката, наречена Тис, ти се носиш към Абидос. Ти отваряш врата на боговете на хоризонта и радостните богове идват към теб. Те притеглят душата ти към небето и душата ти заема място между тях. Появяваш се като Хор, произлязъл от небесната утроба, и с това формата ти, излизаща от устата на Ра, е онази на Хор, първият измежду душите.“
Празниците на Озирис, чествани в края на разлива, приемат някакъв земеделски характер само вторично – на първо място те отдават почит на възкресението на възкресението на починалия фараон в сина му; този празник, „драма на царуването“, подновява митичната история на Озирис и Хор. Всички останали религиозни черти на култа към Озирис се наслагват върху тази легенда. Озирис е свързан с водите на Нил, на които придава плодотворна сила; в някои варианти на легендата вместо да бъде спуснат по течението на Нил в сандък, той просто е удавен направо в реката – всъщност след като Сет го разкъсва на парчета, единственият къс, който не е намерен, е половият му член, тъй като бил погълнат от един оксиринкс – риба, която в нома Оксиринк се отъждествява със Сет.
Именно заради половия член, който не е открит, магията на Изида не успява да го задържи в царството на живите и той умира повторно и трябва да остане в царството на мъртвите. Останалите божества решават да го направят цар на отвъдното, където той властва над умрелите. В Дуат, отвъдното, Озирис претегля сърцата на мъртвите с Перото на истината на Маат. По-тежките от перото сърца са били разкъсвани от Аммит, а по-леките – изпращани в Аару. Озирис бързо превръща отвъдното в плодородна земя: Полета на Иалу. От там, той ръководи божествения съд и е наречен Неб-ер-чер („владетелят на далечната земя“).
Като бог-оплодител той е бог на растителността – подобно на нея той умира по време на разлива, за да се възроди през пролетта, след като е престоял в земята като посятото зърно. Този аспект е отбелязан от египтяните по време на празниците на Озирис, които се чествали преди сеитбата с изработването на фигурки на бога, в които се поставят зърна, като при покълването си те покриват със зеленина статуетката. В гробниците са открити значителен брой такива статуетки.
Машинациите на хелиополските жреци превръщат Озирис в космически бог. Това схващане може да намери своето обяснение, ако се приеме, че още през додинастическата епоха починалият цар е отъждествяван с Озирис и че жреците трябвало да прокарат това схващане в рамките на догма за слънчевата същност на фараона – на небето той се съединява с Ра като Озирис, който същевременно приема небесния характер на мъртвия цар. В края на Старото царство той се отъждествява с Великия бог (небесния бог) така, както преди това бил свързван с Хор. Това схващане и виждането на Озирис като бог на мъртвите имат еднакви корени. Мъртвият цар продължава да царува в долния свят, който е израз на земния свят, както мъртвият продължава да властва в „антиподния“. И тъй като Слънцето огрява света на живите, а Луната – този на мъртвите, то Озирис е бил идентифициран с Луната (Аах). Сигурно това схващане за царя, продължаващ да живее и царува в отвъдното, е превърнал Озирис в бог на мъртвите, а като такъв той се е слял с погребалните божества от египетските некрополи и най-вече – Хентаментиу, „господарят“ („оня, който седи отпред“) на западните от Абидос, недалеч от Тис, от който произлизат първите тинитски фараонски династии. Този хтонически характер е във възход най-вече през Средното царство, когато озирианската доктрина за спасението (оцеляване на душата, дадена на всеки) се налага над слънчевата и на монархическата доктрина от времето на Старото царство.
Озирис е божеството, което представлява възраждането, този който никога не умира. Той е персонификация на плодородната обработваема земя от Делтата. Той поддържа равновесието и годишния цикъл на сезоните. Същността на Озирис като божество на семето, заровено в земята по време на покълването, в голяма степен помага, по аналогия с нея, за утвърждаването на хтоническия характер на Озирис. В късната епоха, когато доктрините за спасението, процъфтяващи в Гърция и Близкия изток, завладяват античния свят, Озирис запазва само този хтоничен характер на бог-спасител.
В късните епохи Озирис се обединява със Секер и Птах, за да създадат Птах-Секер-Озирис, а също така Озирис е бил отъждествяван и с Херишаф. По време на царуването на Лагидите, Озирис е бил в обединение с божеството от гръцки произход Серапис.